# Đội tuyển Fed Cup Tajikistan
Đội tuyển Fed Cup Tajikistan đại diện Tajikistan ở giải đấu quần vợt Fed Cup và được quản lý bởi Liên đoàn Quần vợt Cộng hòa Tajikistan. Đội chưa thi đấu lại kể từ năm 2000.

## Lịch sử
Tajikistan tham dự kì Fed Cup đầu tiên vào năm 1998. Thành tích tốt nhất của đội là 3 lần về đích thứ 3 Nhóm II.